# Olga Soukharnova
Olga Soukharnova (en russe : Ольга Сухарнова), née le 14 février 1955, est une ancienne joueuse soviétique puis russe de basket-ball.

## Biographie
L'une des plus grandes joueuses de l'histoire, comme le prouve sa nomination par la presse américaine dans le premier cinq[Quoi ?] du siècle, elle obtient avec l'équipe soviétique deux titres olympiques lors des éditions de Montréal 1976 et Moscou 1980. Ce palmarès a été complété par deux titres mondiaux et 9 titres européens.
Après sa carrière en Union soviétique, elle rejoint le championnat de France, obtenant cinq titres consécutifs, tout d'abord avec Mirande puis Challes-les-Eaux.
Après sa carrière de joueuse, elle reste en France, offrant de précieux services au basket-ball français, en particulier par la formation des jeunes du club de Challes. Ces services lui seront récompensés par une naturalisation française le 27 février 2003.

## Club
- Spartak Moscou Region
- BAC Mirande
- Challes-les-Eaux Basket

## Palmarès

### Club
- Participation au Final Four de la Ligue des champions 1993 de Valence
- Championne d'URSS 1978
- Finaliste du championnat d'URSS 1976, 1979, 1980, 1981, 1982
- Championne de France 1989, 1990 avec Mirande
- Championne de France 1991, 1992, 1993 avec Challes
- Tournoi de la Fédération 1991, 1993

### Sélection nationale
- Jeux olympiques d'été
  -  médaille d'or aux Jeux olympiques d'été de 1980 de Moscou
  -  médaille d'or aux Jeux olympiques d'été de 1976 de Montréal
- Championnat du monde
  -  médaille d'or au Championnat du monde 1983
  -  médaille d'or au Championnat du monde 1975
- Championnat d'Europe
  -  médaille d'or en 1972, 1974, 1976, 1978, 1980, 1981, 1983, 1985, 1987
  - Médaille d'or des Championnats d'Europe junior 1971 et 1973
- autres
  - Médaille d'or des Championnats du monde universitaires 1973, 1977, 1981

### Distinctions personnelles
- Meilleure joueuse du championnat de France 1989 et 1990